# Alex MacDonald
Alex MacDonald (Warrington, Inglaterra, 14 de abril de 1990) es un futbolista inglés que juega de delantero y su equipo es el Rotherham United F. C. de la EFL League One de Inglaterra.
También ha sido internacional con la selección de Escocia en las categorías inferiores.

## Trayectoria
MacDonald comenzó a jugar en el equipo juvenil del Burnley FC en el 2006 después de haber realizado previamente una prueba con el Liverpool FC. La segunda temporada en el equipo juvenil dejó una muy buena impresión en el club, que lo elige como "jugador del año del equipo juvenil", por lo que se decide hacerle un contrato profesional al inicio de la temporada 2007/08. Hizo su debut cuando ya llegaba el final de la temporada: el primer partido en el que jugó fue el 26 de abril de 2008 al salir desde el banquillo para sustituir a Wade Elliott en un partido contra el Cardiff City y también jugó último de la temporada. En la temporada 2008/09 estuvo casi toda la temporada en la suplencia y jugó un total de seis partidos entre la Football League Championship y la FA Cup. Esa temporada consigue el ascenso a la Premier League después de clasificarse para los playoffs y ganar al Sheffield United.
En el verano de 2009 es cedido al Falkirk FC de la Premier escocesa por un plazo de 6 meses. Debutó el 16 de julio de 2009 en el partido de ida correspondiente a la segunda ronda de la Liga Europa de la UEFA ante el FC Vaduz y que acabó siendo eliminado el equipo escocés. En esos 6 meses hizo trece apariciones entre todas las competiciones durante su estancia con el escocés club. Al volver al club inglés sufrió una lesión doble de hernia que lo mantendrá apartado para el resto de la temporada. Además sufrió la muerte de su madre en marzo. Al final de temporada el Burnley FC descendió a la Football League Championship.
MacDonald es de nuevo cedido a Escocia en enero del 2010 hasta el final de la temporada debido a que no contaba para Brian Laws. Esta vez el equipo será el recién ascendido a la Premier Inverness Caledonian Thistle FC. Su primera aparición fue saliendo desde el banquillo en el partido de la Copa de Escocia el 5 de febrero de 2011, en la victoria 5-1 sobre el Greenock Morton FC. Jugó un total de 10 partidos y anotó un gol. 
En el mercado invernal del 2012, fue cedido al Plymouth Argyle de la Football League Two hasta el 6 de marzo como refuerzo para evitar el descenso de categoría.Terminado el plazo MacDonald expresó sentirse a gusto en el club por lo que amplia su plazo de cesión.
Al inicio de la temporada 2012/13 se une a la disciplina del Burton Albion, primero por medio de una cesión y luego firmando un contrato de dos años. El 2 de febrero de 2015, una vez queda libre Alex MacDonald decide firmar un contrato de dos años y medio con el Oxford United con el que consigue el ascenso a la EFL League One.

### Mansfield Town
El 31 de enero de 2017 dejó el Oxford United por acuerdo mutuo y fichó por el Mansfield Town ese mismo día. En su paso por Oxford, anotó 12 goles en 97 encuentros disputados. 

## Selección nacional
A pesar de que MacDonald nació en Inglaterra, ha sido convocado para jugar con el combinado nacional escocés debido a la nacionalidad de su padre. Ha jugado en la categoría sub-19 y sub-17. Entre ambas categorías ha jugado un total de 14 partidos y anotado 8 goles.

## Clubes
| Club                                        | País       | Año           |
| ------------------------------------------- | ---------- | ------------- |
| Burnley F. C.                               | Inglaterra | 2008-2013     |
| Falkirk F. C. (cesión)                      | Escocia    | 2009          |
| Inverness Caledonian Thistle F. C. (cesión) | Escocia    | 2011          |
| Plymouth Argyle F. C. (cesión)              | Inglaterra | 2012          |
| Burton Albion F. C. (cesión)                | Inglaterra | 2013          |
| Burton Albion F. C.                         | Inglaterra | 2013-2015     |
| Oxford United F. C.                         | Inglaterra | 2015-2017     |
| Mansfield Town F. C.                        | Inglaterra | 2017-2020     |
| Gillingham F. C.                            | Inglaterra | 2020-2023     |
| Stevenage F. C.                             | Inglaterra | 2023-2024     |
| Rotherham United F. C.                      | Inglaterra | 2024-presente |